# ستيفن بولسين
ستيفن بولسين (بالإنجليزية: Steven Paulsen)‏ هو كاتب خيال علمي أسترالي، ولد في 1955 في ملبورن في أستراليا.